# Akira Itō
Akira Itō (jap. 伊藤彰 Itō Akira; ur. 19 września 1972) – japoński piłkarz występujący na pozycji pomocnika.

## Kariera piłkarska
Od 1995 do 2006 roku występował w Kawasaki Frontale, Omiya Ardija, Sagan Tosu i Tokushima Vortis.

## Kariera trenerska
Po zakończeniu piłkarskiej kariery pracował jako trener w Omiya Ardija.